# Roger Backhouse
Roger Roland Charles Backhouse (Darlington, 24 november 1878 – Londen, 15 juli 1939) was een Britse officier in de Royal Navy en was van 1938 tot 1939 First Sea Lord.

## Biografie
Backhouse werd op 24 november 1878 in Darlington geboren als vierde zoon van Sir Jonathan Backhouse, 1st Baronet. Roger Backhouse trouwde in juni 1907 met Dora Louise Findlay en het stel kreeg zes kinderen.
Hij trad in 1892 toe tot de Royal Navy en begon zijn loopbaan aan boord van het trainingsschip Britannia. In 1894 werd hij als adelborst toegevoegd aan de bemanning van de HMS Repulse. Backhouse specialiseerde zich in ballistiek en werd in 1906 als eerste ballistiekofficier toegevoegd aan de  HMS Dreadnought. Na zijn bevordering tot Commander diende Backhouse als Flag Officer bij admiraal John Jellicoe. Aan het begin van de Eerste Wereldoorlog maakte Backhouse deel uit van de bemanning van de HMS Iron Duke. In 1915 kreeg Backhouse het bevel over de kruiser HMS Conquest maar die raakte in april 1916 tijdens gevechten met de Duitse marine zwaar beschadigd. Later voerde hij nog het bevel over de slagkruiser HMS Lion en het slagschip HMS Malaya. Na de oorlog werd Backhouse benoemd tot directeur over de marinemunitie. Op 3 april 1925 werd hij bevorderd tot Rear-admiral.
Van 1 november 1928 tot 1 maart 1932 bekleedde hij bij de Admiraliteit van Engeland het ambt van Third Sea Lord en Controller bij de marine. Op 10 oktober 1929 werd hij bevorderd tot vice-admiraal en was van 1932 tot 1934 plaatsvervangend opperbevelhebber van de Mediterranean Fleet. Na zijn bevordering op 11 februari 1934 tot admiraal werd Backhouse op 20 augustus 1935 benoemd tot opperbevelhebber van de Home Fleet wat hij tot 11 april 1938 bleef. Hij was in 1938 ook nog de eerste en hoofd marine-adviseur bij koning George VI. Backhouse werd op 17 november 1938 benoemd tot First Sea Lord en bleef op die post tot 15 juni 1939 toen hij wegens een hersentumor moest aftreden.
Hij werd op 29 juni 1939 bevorderd tot Admiral of the Fleet, maar stierf twee weken later op 15 juli 1939 op 60-jarige leeftijd.

## Militaire loopbaan
- Cadet: 1892
- Sub-Lieutenant: 15 maart 1898[2]
- Lieutenant: 15 maart 1899[2]
- Commander: 31 december 1909[3]
- Captain: 1 september 1914[4]
- Rear Admiral: 24 februari 1925[5]
- Vice Admiral: 9 oktober 1929[6]
- Admiral: 11 februari 1934[7]
- Admiral of the Fleet: 29 juni 1939[8]

## Onderscheidingen
- Lid in de Orde van Sint-Michaël en Sint-George op 4 juni 1917[9]
- Ridder Commandeur in de Orde van het Bad op 2 januari 1933[10]
- Ridder Grootkruis in de Koninklijke Orde van Victoria op 20 mei 1937[11]
- Ridder Grootkruis in de Orde van het Bad op 1 januari 1938[12]